# Ojoceratops
Охоцератопс (лат. Ojoceratops; букв. «рогатая морда из Охо») — род птицетазовых динозавров из семейства цератопсид, живших в меловом периоде (маастрихт) около 70—65 миллионов лет назад на территории нынешней Северной Америки. Окаменелости цератопса были найдены в Нью-Мексико. Описан палеонтологом Робертом Салливаном (Robert Sallivan) из музея Пенсильвании в 2010 году. Представлен одним видом — Ojoceratops fowleri.
Первоначально были найдены лишь фрагменты черепа, в связи с чем останки Ojoceratops причислили другому динозавру — торозавру. Однако в 2005 году в пустыне Бисти (Bisti/De-Na-Zin) на северо-западе Нью-Мексико был найден более-менее полный комплект костей черепа O. fowleri, в результате чего учёные смогли классифицировать новый вид динозавров.
Название Ojoceratops образовано от геологической формации Ojo Alamo, где были найдены останки и латинизированной формы греческих слов «ceratops» — означающее «рогатая морда», общий элемент, присущий большинству представителей группы цератопсов. Название вида дано в честь палеонтологов — Денвера Фаулера (Denver Fowler) и его отца Уорика Фаулера (Warwick Fowler).
В результате кладистического анализа Ojoceratops относится к подсемейству хазмозаврин в рамках более обширного семейства цератопсид. Он был тесно связан с другими видами рогатых динозавров, таких как трицератопс и торозавр.